# Хајдучка чесма
Хајдучка чесма налази се у источном подножју београдског парка Кошутњак, десно од пута за Пионирски град. Подигнута је у 18. веку и једна је од најстаријих чесама са изворском водом. Овај стари извор, познат по доброј води се тренутно (лето 2019) не препоручује за пиће.

## Историјат
Хајдучка чесма једна је од најпопуларнијих и најстаријих београдских чесама. Не зна се порекло имена нити кад је тачно подигнута, али се претпоставља да је то било крајем 18. века. Као чесма уређена је у доба кнеза Милоша и његовог сина кнеза Михајла, у време када је Кошутњак претворен у ловиште. 
О њој има мало сачуваних записа.
Први запис у коме се помиње је тестамент Доситеја Обрадовића у коме је изнео жељу да буде сахрањен поред Хајдучке чесме.
У запису из 1828. године се спомиње уређење чесме, а и запису из 1904. првомајски скуп српских социјалиста који је одржан поред ове чесме. Запис у „Београдским општинским новинама“ из 1937. године каже: „Хајдучка чесма у Кошутњаку озидана каменом. Зид дуг 4-5 метара, а висок до 3 метра. У зиду се налазе три удубљења и у сваком по једна славина. Вода тече само из једне славине и то врло слабо.“
Хајдучка чесма је обновљена између 2001. и 2003. године.

## Изглед
Садашњи изглед чесме датира с краја XIX века са каменим деловима профилације, док су остале површине покривене вештачким каменом у XX веку.
Фасада чесме је обликована у неоренесансном стилу, са класичним соклом, три засведене нише са лулама за воду, које су по вертикали подељене јонским пиластерима, и профилисаним кровним венцем. Чесма је широка 55 цм, а укупна висина фасадног дела је 350 цм.

## Место погибије кнеза Михајла
Место погибије кнеза Михајла у Кошутњаку налази се недалеко од Хајдуче чесме. На пропланку на којем је 29. маја 1868. године убијен, налази се подзидана зараван са ниским каменим стубовима између којих је разапет масивни украсни ланац. Место уоквирује ограда од кованог гвожђа.

## Концерт код Хајдучке чесме
Један од најчувенијих концерата седамдесетих година у целој тадашњој Југославији је наступ Бијелог дугмета код Хајдучке чесме 1977. године.
Идеја да се на простору код Хајдучке чесме на Топчидеру одржавају музички догађаји није била нова. Први је на овом месту концерт организовао Зоран Мишчевић са својом групом Силуете још 1969. године, а пре Бијелог дугмета ту је 1972. и 1973. свирала и група Поп машина (касније Рок машина), на челу са Робертом Немечеком. На другом концерту, 1973. као једна од предгрупа је свирала и група Јутро, од које се касније формирало Бијело дугме.